# Inhibidor de la tirosina quinasa
Un inhibidor de la tirosina quinasa es un tipo de inhibidor enzimático que bloquea específicamente la acción de una o más proteínas cinasas. Por consiguiente, éstas pueden ser subdivididas o caracterizadas por los aminoácidos en los cuales la fosforilación es inhibida.
La mayoría de las cinasas actúan tanto sobre la serina como sobre la treonina. Las tirosina cinasas actúan sobre la tirosina, y otra cantidad de cinasas con doble afinidad actúan sobre los tres aminoácidos. Existen también proteína cinasas que fosforilan otros aminoácidos, incluyendo histidina cinasas que fosforilan residuos de histidina. Estos pueden interferir con la reparación de rupturas en la doble cadena de ADN.

## Uso clínico
Los inhibidores de cinasas tales como el dasatinib son a menudo usados en el tratamiento del cáncer y las enfermedades inflamatorias.[cita requerida] El nuevo inhibidor PLX5568 se encuentra actualmente en ensayos clínicos para el tratamiento de riñón poliquístico y también para el tratamiento del dolor.
Algunos de los inhibidores de quinasas utilizados en el tratamiento del cáncer son inhibidores de tirosina cinasas. La efectividad de los inhibidores de quinasas en varios cánceres puede variar según el paciente. Más recientemente se estudia su uso como tratamiento contra la fibrosis pulmonar

## Inhibidores de la tirosina quinasa en Leucemia mieloide crónica
Proteína BCR-ABL en LMC cromosoma Filadelfia positivo (Ph +)
En la actualidad el campo del desarrollo de los inhibidores de la tirosina cinasa frente a la LMC (leucemia mieloide crónica) se encuentra en su tercera generación de fármacos. Dado que la leucemia mieloide crónica es una enfermedad causada por la proteína de fusión BCR-ABL (ABL es una tirosina cinasa), resultado de la translocación del cromosoma Filadelfia (también llamada LMC Filadefia +). Eso permitiría el diseño e investigación de moléculas que inhibiesen esta proteína de fusión BCR-ABL a nivel celular en la médula ósea.

### Fármacos de primera generación - Imatinib
El primer medicamento inhibidor de la proteína tirosina cinasa BCR-ABL autorizado para su uso clínico frente a la leucemia mieloide crónica fue el imatinib (desarrollado por la compañía Novartis por lo que está considerado como el medicamento de primera generación. El fármaco se convirtió así en el medicamento de primera línea para los enfermos de leucemia mieloide crónica. Una serie de enfermos desarrolló resistencia al fármaco. En la actualidad se ha ampliado su prescripción a otros tipos de cáncer con expresión de cinasas.

### Fármacos de segunda generación - Bosutinib
En el año 2013 se autoriza el bosutinib, otro inhibidor de la proteína tirosina cinasa BCR-ABL (desarrollado por la compañía Wyeth) diseñado para superar la resistencia al imatinib, y por eso fue llamado de segunda generación. Su aplicación terapéutica se centra en su uso como medicamento de segunda línea para el tratamiento de pacientes de la leucemia mieloide crónica resistente al imatinib.

### Tercera Generación - Ponatinib
Otro inhibidor de la proteína tirosina cinasa BCR-ABL, autorizado en Europa en 2015, es el ponatinib (desarrollado por la compañía Ariad).  Fue diseñado específicamente para tratar la mutación T315I y otras resistencias de la tirosina cinasa BCR-ABL. En la actualidad se utiliza como medicamento de segunda y tercera línea en el tratamiento de la LMC Filadelfia +.

## Inhibidores de la tirosina Kinasa de Bruton en leucemia linfática crónica
Además del Ibrutinib, Acalabrutinib y zanubrutinib, otros nuevos inhibidores de la tirosina quinasa de Bruton (BTK) están en ensayos clínicos para el tratamiento de la leucemia linfática crónica y otras neoplasias: ONO/GS-4059, BGB-3111 y spebrutinib (CC-292 / AVL-292).

## Tabla de inhibidores de la tirosina quinasa
Actualmente existen varios medicamentos que actúan sobre proteína cinasas y los receptores que las activan:
| Nombre        | Diana            | Compañía                      | Clase                 | Aprobación FDA                   |
| Bevacizumab   | VEGF             | Genentech                     | Anticuerpo monoclonal | 2004 Colorrectal                 |
| BIBW 2992     | EGFR/Erb2        | Boehringer Ingelheim          | Molécula pequeña      | Aún no                           |
| Cetuximab     | Erb1             | Imclone/BMS                   | Anticuerpo monoclonal | 2006 Mar (SCCHN)                 |
| Imatinib      | Bcr-Abl          | Novartis                      | Molécula pequeña      | 2001 (CML)                       |
| Trastuzumab   | Erb2             | Genentech/Roche               | Anticuerpo monoclonal | 1998                             |
| Gefitinib     | EGFR             | AstraZeneca                   | Molécula pequeña      | ??                               |
| Ranibizumab   | VEGF             | Genentech                     | Anticuerpo monoclonal | 2006 (AMD)                       |
| Pegaptanib    | VEGF             | OSI/Pfizer                    | Molécula pequeña      | 2004 (AMD)                       |
| Sorafenib     | múltiples dianas | Onyx/Bayer                    | Molécula pequeña      | 2005 Dec (Riñón)/ 2007 Nov (HCC) |
| Dasatinib     | múltiples dianas | BMS                           | Molécula pequeña      | solo Ph 1 ??                     |
| Sunitinib     | múltiples dianas | Pfizer                        | Molécula pequeña      | 2006 Jan (RCC & GIST)            |
| Ibrutinib     | BTK              | Celera Genomics/Pharmacyclics | Molécula pequeña      | 2013                             |
| Acalabrutinib | BTK              | Acerta Pharma/Astrazeneca     | Molécula pequeña      | 2015 ?                           |
| Erlotinib     | Erb1             | Genentech/Roche               | Molécula pequeña      | 2005 Nov ?                       |
| Nilotinib     | Bcl-Abr          | Novartis                      | Molécula pequeña      | 2007                             |
| Lapatinib     | Erb1/Erb2        | GSK                           | Molécula pequeña      | 2007 (HER2+ Seno)                |
| Panitumumab   | EGFR             | Amgen                         | Anticuerpo monoclonal | 2006                             |
| Regorafenib   |                  |                               | Molécula pequeña      |                                  |
| Vandetanib    | RET/VEGFR/EGFR   | AstraZeneca                   | Molécula pequeña      | solo Ph 3                        |
| E7080         | VEGFR2/VEGFR2    | Eisai Co.                     | Molécula pequeña      | Aún no                           |

## Inhibidores reversibles e irreversibles de la BTK
Los inhibidores reversibles de la BTK, en estudio preclínico son, agrupados por categorías:
- análogos de imidazopirazina
- análogos de tiazol
- análogos de pirrolopirimidina
- análogos de pirimidina y triazina

Los inhibidores irreversibles de la BTK, en desarrollo preclínico, son, agrupados por categorías:
- análogos de carboxamida de piridina
- análogos de pirimidina
- análogos de ditiocarbamato
- análogos de la 1,3,5-triazina
- análogos de pirazolo[3,4-d] pirimidinilo
- análogos de pirrolo[3,4-d]pirimidinilo